# ميلواوكي
ميلواوكي، أوريغون
هي مدينة في ولاية أوريغون الأمريكية

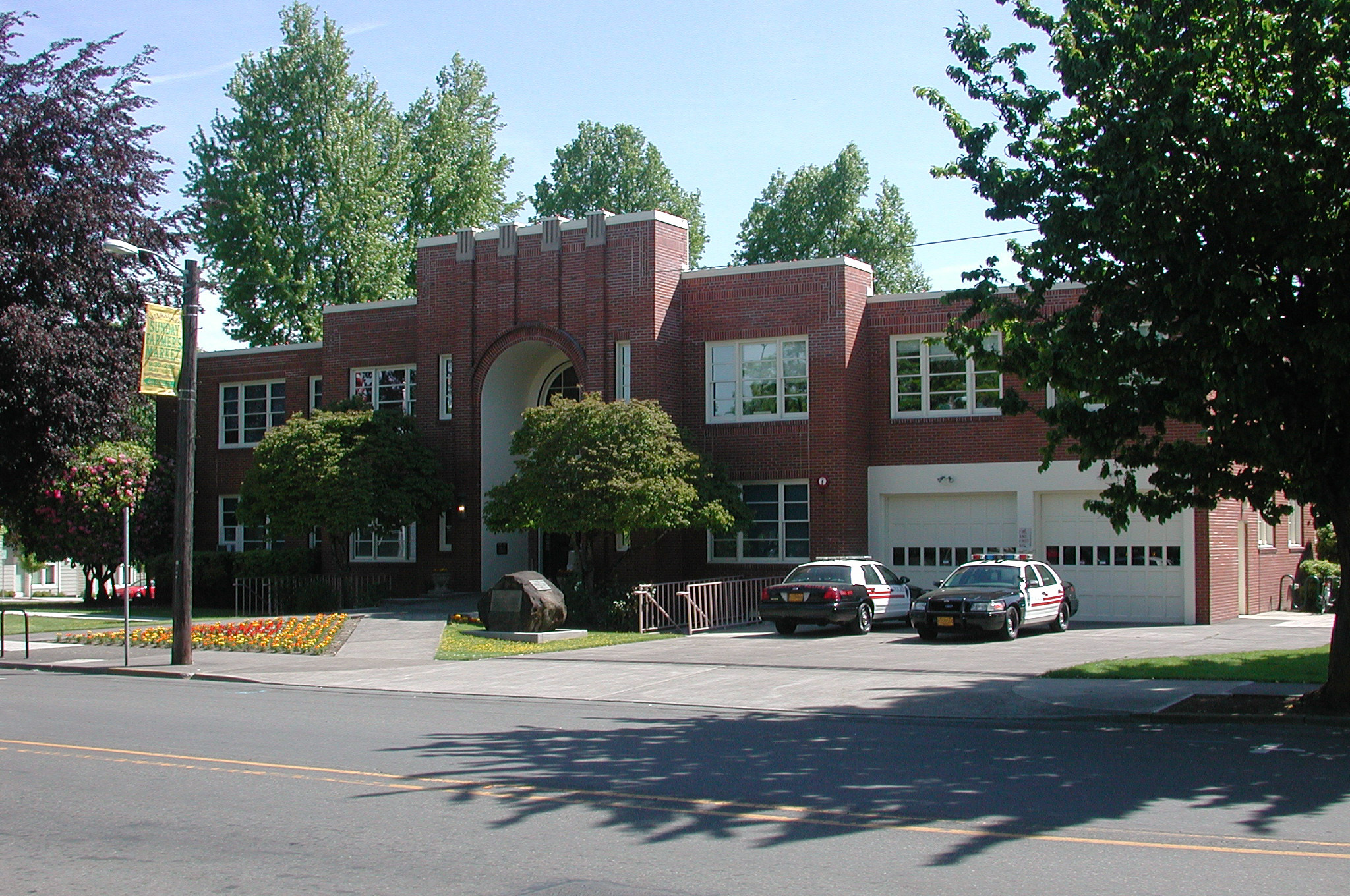

يعد فريق برورز للبيسبول من أشهر الفرق الرياضية التي تتبع هذه المدينة

## التركيبة السكانية
حدّد مكتب تعداد الولايات المتحدة بيانات التركيبة السكانية لميلواوكي في تعداد الولايات المتحدة. في ما يلي، التركيبة السكانية حسب تعدادي 2000 و2010.

### تعداد عام 2000
بلغ عدد سكان ميلواوكي 20,490 نسمة بحسب تعداد عام 2000، وبلغ عدد الأسر 8,561 أسرة وعدد العائلات 5,283 عائلة مقيمة في المدينة. في حين سجلت الكثافة السكانية 1,554.6 نسمة لكل كيلومتر مربع (4,026.4/ميل2). وبلغ عدد الوحدات السكنية 8,988 وحدة بمتوسط كثافة قدره 681.9 لكل كيلومتر مربع (1,766.1/ميل2).
وتوزع التركيب العرقي للمدينة بنسبة 90.96% من البيض و0.95% من الأمريكيين الأفارقة و0.94% من الأمريكيين الأصليين و2.36% من الأمريكيين ذوي الأصول الآسيوية و0.25% من سكان جزر المحيط الهادئ و1.60% من الأعراق الأخرى و2.94% من عرقين مختلطين أو أكثر و3.97% من الهسبانيون أو اللاتينيون من أي عرق.
بلغ عدد الأسر 8,561 أسرة كانت نسبة 31.1% منها لديها أطفال تحت سن الثامنة عشر تعيش معهم، وبلغت نسبة الأزواج القاطنين مع بعضهم البعض 45.8% من أصل المجموع الكلي للأسر، ونسبة 11.3% من الأسر كان لديها معيلات من الإناث دون وجود شريك، بينما كانت نسبة 4.6% من الأسر لديها معيلون من الذكور دون وجود شريكة وكانت نسبة 38.3% من غير العائلات. تألفت نسبة 30.3% من أصل جميع الأسر من عدة أفراد يعيشون في نفس المنزل ونسبة 10.4% كانت تتألف من شخص يعيش بمفرده يبلغ من العمر 65 عاماً أو أكثر. وبلغ متوسط حجم الأسرة المعيشية 2.35، أما متوسط حجم العائلات فبلغ 2.93.
بلغ العمر الوسطي للسكان 37.7 عاماً. وكانت نسبة 22.8% من القاطنين تحت سن الثامنة عشر، وكانت نسبة 7.9% بين الثامنة عشر والرابعة والعشرين عاماً، ونسبة 30.7% كانت واقعةً في الفئة العمرية ما بين الخامسة والعشرين والرابعة والأربعين عاماً، ونسبة 23.9% كانت ما بين الخامسة والأربعين والرابعة والستين، ونسبة 12.8% كانت ضمن فئة الخامسة والستين عاماً فما فوق. يوجد لكل 100 أنثى 93.7 ذكر، ويوجد لكل 100 أنثى في الثامنة عشر من عمرها فما فوق 89.4 ذكر.
بلغ متوسط دخل الأسرة في المدينة 43,635 دولارًا، أما متوسط دخل العائلة فبلغ 51,649 دولارًا. وكان متوسط دخل الذكور 36,674 دولارًا مقابل 29,957 دولارًا للإناث. وسجل دخل الفرد الخاص بالمدينة 21,342 دولارًا. وكانت نسبة 6.2% من العائلات ونسبة 7.6% من السكان تحت خط الفقر، وكان من هؤلاء نسبة 9.8% تحت سن الثامنة عشر ونسبة 6.6% في الخامسة والستين من العمر وما فوق.

### تعداد عام 2010
بلغ عدد سكان ميلواوكي 20,291 نسمة بحسب تعداد عام 2010، وبلغ عدد الأسر 8,667 أسرة وعدد العائلات 5,075 عائلة مقيمة في المدينة. في حين سجلت الكثافة السكانية 1,539.5 نسمة لكل كيلومتر مربع (3,987.3/ميل2). وبلغ عدد الوحدات السكنية 9,138 وحدة بمتوسط كثافة قدره 693.3 لكل كيلومتر مربع (1,795.6/ميل2).
وتوزع التركيب العرقي للمدينة بنسبة 88.51% من البيض و1.34% من الأمريكيين الأفارقة و1.35% من الأمريكيين الأصليين و2.48% من الأمريكيين ذوي الأصول الآسيوية و0.30% من سكان جزر المحيط الهادئ و2.47% من الأعراق الأخرى و3.56% من عرقين مختلطين أو أكثر و7.03% من الهسبانيون أو اللاتينيون من أي عرق.
بلغ عدد الأسر 8,667 أسرة كانت نسبة 27.9% منها لديها أطفال تحت سن الثامنة عشر تعيش معهم، وبلغت نسبة الأزواج القاطنين مع بعضهم البعض 41.5% من أصل المجموع الكلي للأسر، ونسبة 11.9% من الأسر كان لديها معيلات من الإناث دون وجود شريك، بينما كانت نسبة 5.2% من الأسر لديها معيلون من الذكور دون وجود شريكة وكانت نسبة 41.4% من غير العائلات. تألفت نسبة 31.8% من أصل جميع الأسر من عدة أفراد يعيشون في نفس المنزل ونسبة 10.4% كانت تتألف من شخص يعيش بمفرده يبلغ من العمر 65 عاماً أو أكثر. وبلغ متوسط حجم الأسرة المعيشية 2.32، أما متوسط حجم العائلات فبلغ 2.91.
بلغ العمر الوسطي للسكان 39.9 عاماً. وكانت نسبة 20.7% من القاطنين تحت سن الثامنة عشر، وكانت نسبة 7.7% بين الثامنة عشر والرابعة والعشرين عاماً، ونسبة 28.8% كانت واقعةً في الفئة العمرية ما بين الخامسة والعشرين والرابعة والأربعين عاماً، ونسبة 29.2% كانت ما بين الخامسة والأربعين والرابعة والستين، ونسبة 13.6% كانت ضمن فئة الخامسة والستين عاماً فما فوق. وتوزع التركيب الجنسي للسكان بنسبة 48.6% ذكور و51.4% إناث.